# مغاک و آونگ (فیلم ۱۹۶۱)
مغاک و آونگ (انگلیسی: The Pit and the Pendulum) فیلمی در ژانر ترسناک به کارگردانی راجر کورمن است که در سال ۱۹۶۱ منتشر شد. از بازیگران آن می‌توان به وینسنت پرایس، جان کر و لوانا آندرس اشاره کرد.